# Railway Gazette International
Railway Gazette International è un periodico su ferrovie, metropolitane e tram con articoli di informazione da tutto il mondo edito a Londra da DVV Media. La prima pubblicazione si chiamava The Railway Magazine e risale al 1835. Ha cambiato nome due volte: nel 1905, diventando Railway Gazette, e nel 1970, assumendo il nome attuale.
Gli argomenti riguardano in genere le più importanti notizie di cronaca ferroviaria, economia, politica e affari, e si rivolge ad un pubblico di lettori d'elite, influenti uomini d'affari.
È disponibile una edizione on-line sul sito Internet.
Railway Gazette International è di proprietà del DVV Media società che pubblica anche le testate Rail Business Intelligence, Railway Directory, Rail Transit Online.